# Wolfheart
Wolfheart is het eerste volledige album van de Portugese gothic metal-band Moonspell. Het album is uitgebracht op 1 april 1995.

## Tracklist
| Nr. | Titel                                 | Duur |
| --- | ------------------------------------- | ---- |
| 1.  | Wolfshade (A Werewolf Masquerade)     | 7:43 |
| 2.  | Love Crimes                           | 7:34 |
| 3.  | ...Of Dream and Drama (Midnight Ride) | 3:59 |
| 4.  | Lua d'Inverno                         | 1:48 |
| 5.  | Trebaruna                             | 3:30 |
| 6.  | Vampiria                              | 5:36 |
| 7.  | An Erotic Alchemy                     | 8:05 |
| 8.  | Alma Mater                            | 5:38 |
| 9.  | Ataegina (Digipack bonustrack)        | 4:01 |